# Harry Villegas
Pour les articles homonymes, voir Villegas.
Harry Antonio Villegas Tamayo, dit Pombo, né le 10 mai 1940 à Yara (Cuba) et mort le 29 décembre 2019 à La Havane (Cuba)) est un guérillero communiste cubain qui s'est battu aux côtés de Che Guevara depuis les batailles dans la Sierra Maestra jusqu'à la guérilla de Ñancahuazú. Harry Villegas est également un écrivain publié.

## Biographie
Harry Villegas est né en 1940 dans une famille de paysans pauvres de la Sierra Maestra. Dès l'âge de 14 ans, il a commencé une activité de sabotage. Lorsque Fidel Castro a commencé la lutte contre Fulgencio Batista (1952-1958), il a été parmi ses premiers collaborateurs. À partir de 1958, il était un collaborateur de Che Guevara, faisant partie d'un petit groupe de jeunes révolutionnaires qui entouraient toujours le chef de la guérilla. En 1963, Ernesto Guevara l'envoya au Congo soutenir la guerilla révolutionnaire locale ; il prend alors le surnom de « Pombo ». Entre 1966 et 1967, « Pombo » a participé à la guérilla en Bolivie aux côtés du Che. Après la mort de ce dernier, Villegos a encore dirigé des opérations militaires cubaines en Angola et au Nicaragua avec le rôle d'évaluateur.
Harry Villegas était également un écrivain publié. 
Il est décédé en 2019, à l'âge de 79 ans, à La Havane.

## Livres (en anglais)
- Pombo: A Man of Che's guerrilla. With Che Guevara in Bolivia, 1966-68 (1997)
- At the Side of Che Guevara: Interviews With Harry Villegas (1997).